# Mojave 3
I Mojave 3 sono un gruppo musicale inglese di genere country folk con venature dream pop, attivo dal 1994 al 2007.

## Storia
Sono nati nel 1994 dalle ceneri degli Slowdive, quando Rachel Goswell e Neil Halstead, fondatori della band, decisero di abbandonare i suoni distorti tipici dello shoegaze, alla ricerca di nuove sonorità più morbide e pacate. Si aggiunse Ian McCutcheon, anch'esso membro degli Slowdive per l'ultimo album Pygmalion. Scelsero dapprima il nome Mojave ma essendoci già un gruppo con quel nome aggiunsero il numero 3, come i componenti del gruppo.
Esordirono nel 1995 con l'album Ask Me Tomorrow che abbandonava il feedback tipico dello shoegaze per virare verso il country ed il folk.
In seguito si aggiunsero Simon Rowe già con i Chapterhouse e Alan Forrester e come quintetto pubblicarono nel 1998 il secondo album, Out of Tune (4AD), registrato a Glasgow in Cornovaglia, nello studio allestito dalla stessa band negli anni a ridosso delle incisioni, l'album presenta strutture e composizioni più variegate rispetto al disco d'esordio.
Nel 2000 pubblicarono quello che è considerato il loro capolavoro, Excuses for Travellers, dove spiccano sulle altre In Love with a View e Return to Sender.
Seguono il bucolico Spoon and Rafter del 2003 e il più frizzante Puzzles Like You del 2006, ultimo lavoro della band.

## Formazione
- Neil Halstead (voce, chitarra)
- Rachel Goswell (voce, chitarra)
- Ian McCutcheon (tastiere)
- Simon Rowe (basso)
- Alan Forrester (batteria)

## Discografia
- 1995 - Ask Me Tomorrow (4AD)
- 1998 - Out of Tune (4AD)
- 2000 - Excuses for Travellers (4AD)
- 2003 - Spoon and Rafter (4AD)
- 2006 - Puzzles Like You (4AD)